# Lima
Lima este capitala și cel mai mare oraș al Republicii Peru, fiind de asemenea capitala Provinciei Lima. Este centrul comercial, industrial, financiar și cultural al țării. Orașul este localizat în văile dintre râurile Chillon, Rimac, Lurin. Se află pe coasta de vest a țării, în apropiere de portul Callao la Oceanul Pacific. Populația totală era în 2017 de 8.574.974 locuitori, din care aproape o treime locuiesc în așezări de colibe, la periferie.
Lima a fost fondată de Francisco Pizarro la 18 ianuarie 1535, devenind una dintre bazele puterii spaniole din Peru. Clădiri notabile includ Catedrala Cuzco (secolul XVI) și Universitatea Națională San Marcos (1551). Lima este cunoscută și ca Orașul Regilor. Pentru mai mult de trei secole, Lima a fost unul dintre cele mai importante și influente orașe ale Americii de Sud. În mai mult de patru secole de la fondarea sa ca oraș spaniol, Lima s-a afirmat ca expresie a moștenirii metise.
În Lima s-a dezvoltat de asemenea o industrie importantă: principalele manufacturi sunt de vehicule cu motor, textile, hârtie, vopsea și produse alimentare.

## Etimologia cuvântului
Numele Lima provine probabil din limba aymara, lima - limaq, floare galbenă) sau din quechua rimaq, vorbitor) după râul Rimac.

## Istorie
Orașul Lima a fost fondat de conquistadorul Francisco Pizarro în data de 18 ianuarie 1535 numindu-se inițial Orașul Cel Leal Al Regilor Peruani. În primele hărți ale țării Peru se pot observa simultan numele de Lima și numele "Orașul Regilor".
La începutul secolului XXI suprafața metropolitană a Limei deține o populație de 6.954.583 locuitori și este învecinată cu El Callao care se află în proces de megalopolizare. Lima este acum un oraș modern, dar care mai păstrează stilul său vireinal, stil ce  poate fi observat în cartierele vechi din centrul orașuli.

## Așezarea geografică
Lima se află pe coasta Oceanului Pacific, în centrul țării (Peru). Chiar dacă la început orașul a fost fondat de-a lungul râului Rimac, astăzi el s-a extins pe largi zone deșertice, și pe alte de văi, fapt pentru care unii îl consideră ca fiind orașul cu cel mai mult teritoriu desertic, urmat de Cairo. Este situat la o altitudine de 101 metri deasupra nivelului mării, cu o temperatură ambientală care oscilează între 14 grade iarna și 27 de grade vara și are o umiditate relativă de 80% pe tot timpul anului.
Se întinde de-a lungul litoralului, începând de la km. 50 al șoselei Panamerica nord de la nivelul districtului Ancon, care se învecinează cu provincia Huaral, până la districtul Pucusana, la km. 60 al șoselei Panamerica sud, la limita provinciei Cañete. Lungimea coastelor și plajelor sale depășește cu puțin 130 km.

### Climat
| Date climatice pentru Lima (Jorge Chávez International Airport) 1961–1990, extremes 1960–present | Date climatice pentru Lima (Jorge Chávez International Airport) 1961–1990, extremes 1960–present | Date climatice pentru Lima (Jorge Chávez International Airport) 1961–1990, extremes 1960–present | Date climatice pentru Lima (Jorge Chávez International Airport) 1961–1990, extremes 1960–present | Date climatice pentru Lima (Jorge Chávez International Airport) 1961–1990, extremes 1960–present | Date climatice pentru Lima (Jorge Chávez International Airport) 1961–1990, extremes 1960–present | Date climatice pentru Lima (Jorge Chávez International Airport) 1961–1990, extremes 1960–present | Date climatice pentru Lima (Jorge Chávez International Airport) 1961–1990, extremes 1960–present | Date climatice pentru Lima (Jorge Chávez International Airport) 1961–1990, extremes 1960–present | Date climatice pentru Lima (Jorge Chávez International Airport) 1961–1990, extremes 1960–present | Date climatice pentru Lima (Jorge Chávez International Airport) 1961–1990, extremes 1960–present | Date climatice pentru Lima (Jorge Chávez International Airport) 1961–1990, extremes 1960–present | Date climatice pentru Lima (Jorge Chávez International Airport) 1961–1990, extremes 1960–present | Date climatice pentru Lima (Jorge Chávez International Airport) 1961–1990, extremes 1960–present |
| Luna                                                                                             | Ian                                                                                              | Feb                                                                                              | Mar                                                                                              | Apr                                                                                              | Mai                                                                                              | Iun                                                                                              | Iul                                                                                              | Aug                                                                                              | Sep                                                                                              | Oct                                                                                              | Nov                                                                                              | Dec                                                                                              | Anual                                                                                            |
| ------------------------------------------------------------------------------------------------ | ------------------------------------------------------------------------------------------------ | ------------------------------------------------------------------------------------------------ | ------------------------------------------------------------------------------------------------ | ------------------------------------------------------------------------------------------------ | ------------------------------------------------------------------------------------------------ | ------------------------------------------------------------------------------------------------ | ------------------------------------------------------------------------------------------------ | ------------------------------------------------------------------------------------------------ | ------------------------------------------------------------------------------------------------ | ------------------------------------------------------------------------------------------------ | ------------------------------------------------------------------------------------------------ | ------------------------------------------------------------------------------------------------ | ------------------------------------------------------------------------------------------------ |
| Maxima medie °C (°F)                                                                             | 26.1 (79)                                                                                        | 26.8 (80,2)                                                                                      | 26.3 (79,3)                                                                                      | 24.5 (76,1)                                                                                      | 22.0 (71,6)                                                                                      | 20.1 (68,2)                                                                                      | 19.1 (66,4)                                                                                      | 18.8 (65,8)                                                                                      | 19.1 (66,4)                                                                                      | 20.3 (68,5)                                                                                      | 22.1 (71,8)                                                                                      | 24.4 (75,9)                                                                                      | 22,5 (72,5)                                                                                      |
| Media zilnică °C (°F)                                                                            | 22.1 (71,8)                                                                                      | 22.7 (72,9)                                                                                      | 22.2 (72)                                                                                        | 20.6 (69,1)                                                                                      | 18.8 (65,8)                                                                                      | 17.5 (63,5)                                                                                      | 16.7 (62,1)                                                                                      | 16.2 (61,2)                                                                                      | 16.4 (61,5)                                                                                      | 17.3 (63,1)                                                                                      | 18.7 (65,7)                                                                                      | 20.7 (69,3)                                                                                      | 19,2 (66,6)                                                                                      |
| Minima medie °C (°F)                                                                             | 19.4 (66,9)                                                                                      | 19.8 (67,6)                                                                                      | 19.5 (67,1)                                                                                      | 17.9 (64,2)                                                                                      | 16.4 (61,5)                                                                                      | 15.6 (60,1)                                                                                      | 15.2 (59,4)                                                                                      | 14.9 (58,8)                                                                                      | 14.9 (58,8)                                                                                      | 15.5 (59,9)                                                                                      | 16.6 (61,9)                                                                                      | 18.2 (64,8)                                                                                      | 17,2 (63)                                                                                        |
| Minima istorică °C (°F)                                                                          | 12.0 (53,6)                                                                                      | 15.0 (59)                                                                                        | 11.0 (51,8)                                                                                      | 10.0 (50)                                                                                        | 8.0 (46,4)                                                                                       | 10.0 (50)                                                                                        | 8.9 (48)                                                                                         | 10.0 (50)                                                                                        | 12.5 (54,5)                                                                                      | 11.0 (51,8)                                                                                      | 11.1 (52)                                                                                        | 13.9 (57)                                                                                        | 8,0 (46,4)                                                                                       |
| Precipitații mm (inches)                                                                         | 0.8 (0.031)                                                                                      | 0.4 (0.016)                                                                                      | 0.4 (0.016)                                                                                      | 0.1 (0.004)                                                                                      | 0.3 (0.012)                                                                                      | 0.7 (0.028)                                                                                      | 1.0 (0.039)                                                                                      | 1.5 (0.059)                                                                                      | 0.7 (0.028)                                                                                      | 0.2 (0.008)                                                                                      | 0.1 (0.004)                                                                                      | 0.2 (0.008)                                                                                      | 6,4 (0,252)                                                                                      |
| Umiditate [%]                                                                                    | 81.6                                                                                             | 82.1                                                                                             | 82.7                                                                                             | 85.0                                                                                             | 85.1                                                                                             | 85.1                                                                                             | 84.8                                                                                             | 84.8                                                                                             | 85.5                                                                                             | 83.5                                                                                             | 82.1                                                                                             | 81.5                                                                                             | 82,8                                                                                             |
| Nr. de zile cu precipitații (≥ 0.1 mm)                                                           | 0.7                                                                                              | 0.7                                                                                              | 0.7                                                                                              | 0.3                                                                                              | 1.1                                                                                              | 2.3                                                                                              | 3.0                                                                                              | 4.1                                                                                              | 3.1                                                                                              | 1.2                                                                                              | 0.4                                                                                              | 0.5                                                                                              | 18,2                                                                                             |
| Ore însorite                                                                                     | 179.1                                                                                            | 169.0                                                                                            | 139.2                                                                                            | 184.0                                                                                            | 116.4                                                                                            | 50.6                                                                                             | 28.6                                                                                             | 32.3                                                                                             | 37.3                                                                                             | 65.3                                                                                             | 89.0                                                                                             | 139.2                                                                                            | 1.230                                                                                            |
| Sursa nr. 1: Deutscher Wetterdienst, Meteo Climat (record highs and lows)                        |                                                                                                  |                                                                                                  |                                                                                                  |                                                                                                  |                                                                                                  |                                                                                                  |                                                                                                  |                                                                                                  |                                                                                                  |                                                                                                  |                                                                                                  |                                                                                                  |                                                                                                  |
| Sursa nr. 2: Universidad Complutense de Madrid (sunshine and humidity)                           |                                                                                                  |                                                                                                  |                                                                                                  |                                                                                                  |                                                                                                  |                                                                                                  |                                                                                                  |                                                                                                  |                                                                                                  |                                                                                                  |                                                                                                  |                                                                                                  |                                                                                                  |

## Infrastructura
Gran Lima are actualmente o întindere de 2.664,67 km² (suprafața totală a provinciei) cuprinzând  văile râurilor Chillón, Rímac, Surco și Lurín cât și deșertul dintre acestea.
Numitul Oraș al Regilor, a fost, în timpul viceregatului, sceptrul și mândria Spaniei în America, datorită acestui fapt de înfrumusețarea sa s-au ocupat în mod deosebit, fiind supranumit "oraș grădină" datorită mulțimii de parcuri pe care le deținea.
Centrul istoric mai păstrează și astăzi balcoane și construcții din perioada vicergatului cât și din primii ani ai republicii, fapt pentru care a fost declarat drept Patrimoniu al Umanității de către UNESCO în anul 1988. Această zonă contrastează cu moderna zonă financiară din sudestul metropolei cât și cu multele cartiere noi de la periferie.
Actualmente suprafața intravilană a orașului este de aproximativ 500 km²

## Demografia
Aproximativ 1/3 din populația țării locuiește in capitală. Cele 7 milioane de locuitori sunt preponderent migrați din zonele rurale ale țării. 
Pe parcursul secolelor XIX-XX s-a înregistrat o importantă migrație din Asia și Europa.
Demografia rasială a Limei.
- 40% metiși
- 29% amerindieni 
  - 85% quechuani
  - 15% aymarani
- 25% albi
  - 65% spanioli
  - 35% alții (italieni, germani, preponderent)
- 3% negri
- 3% asiatici (japonezi, chinezi)

### Educația
Lima este unul dintre principalele centre culturale din Peru. Gazduiește 28 de universități printre care se numără Universidad Nacional Mayor de San Marcos, Decana de América, cea mai veche de pe continent, care a fost fondată în 12 Mai 1551.

### Politica
Lima este orașul capitală al Republicii Peru și al departamentului Lima. Este sediul Palatului Guvernului, al Congresului Republicii și al Curții Supreme de Justiție. Este, de asemenea, sediul Secretariatului General al Comunității Națiunilor Andine și al Uniunea Națiunilor Sud-Americane.
Orașul face parte din Provincia Lima, care se subdivide în 43 de districte. Spre deosebire de alte municipii, Municipalitatea Metropolitană a Limei este totodată și Guvernul Regional al provinciei, dar este menționat că nu integrează nici o regiune administrativă, conform articolului 65 din Legea Guvernelor Regionale nr. 27867 din noiembrie 2002. Este "capitală" a districtului Cercado de Lima.

### Economia
Capitala peruană concentrează peste 75% din producția industrială și este centrul financiar al țării. Principalele ramuri economice sunt industria, comerțul și serviciile, cum este turismul.

### Transport
Există peste 450 linii de transport urban, formate în principal din autobuze și microbuze care efectuează serviciu public. Imigrarea rurală și lipsa de acțiune a conducerilor municipale a creat un sistem de transport haotic, a cărui rezolvare este una dintre principalele preocupări ale locuitorilor Limei. Există, de asemenea, un tren electric care acționează într-o zonă de 10 km din sudul orașului și care se află în construcție pentru a-și continua traseul în nordul orașului.
Există plaje de-a lungul întregului său litoral, în lungime de aproape 100 km și șosele pentru a fi accesate ușor în mai puțin de 40 de minute. Aceasta vor oferi locuitorilor în timpul verii posibilitatea  de a ajunge în cele mai populare locuri pentru petrecerea timpului liber.

### Serviciile
Multe unități comerciale cum sunt farmaciile, supermagazinele și bazarele își așteaptă clienții 24 de ore pe zi, iar unele funcționează non stop tot timpul anului. Acest lucru se observă mai ales în zona serviciilor (supermagazine, benzinării, bănci, centre comerciale, restaurante,...). De asemenea, este răspândit comerțul la domiciliu care poate ajunge în locuri mai îndepărtate, cum ar fi plajele, chiar și pentru un singur articol comandat.
Există o ofertă bogată de centre de distracții de noapte cum sunt barurile și discotecile, răspândite în jurul districtelor boeme ca Barranco și Miraflores, zone rezidențiale și impresariale ca San Isidro, La Molina, cât și în zone mai populare ca Los Olivos și Comas.
În timpul verii, locuitorii Limei obișnuiesc să meargă în partea de sud a orașului, unde discotecile de pe plajele din Distrito de Asia și Punta Hermosa devin centrele nocturne cele mai aglomerate.
Oferta de cinematografe din oraș este largă și constă în săli moderne de ultimă generație care programează de multe ori lansări de filme internaționale în același timp cu Statele Unite și Europa.
Există, de asemenea, mai multe centre comerciale. Cele mai importante sunt: Jockey Plaza, Plaza San Miguel, Mega Plaza Norte, Plaza Lima Sur, Primavera Park Plaza.

## Turismul

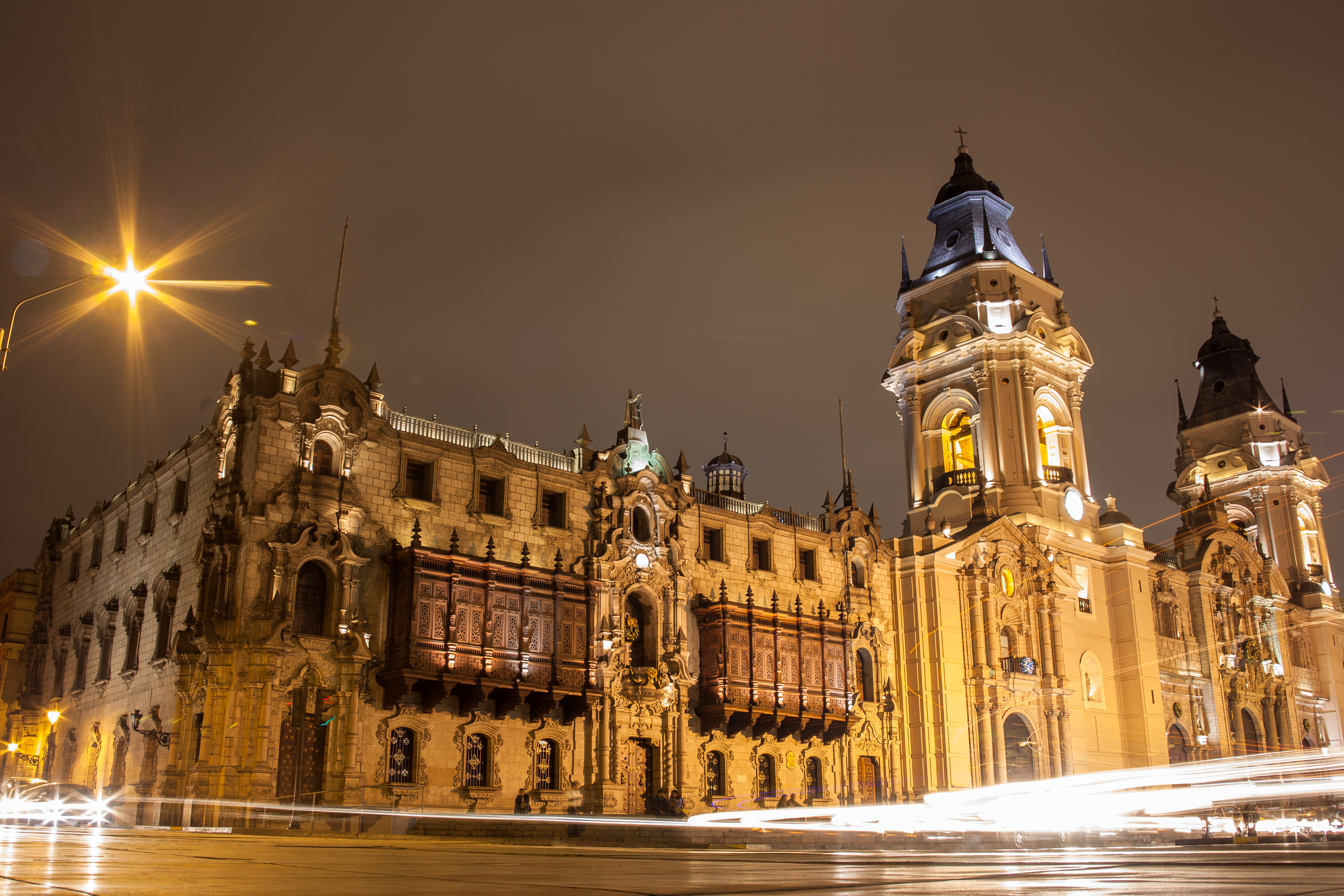
Lima - Plaza de Armas și Catedrala Sf. Ioan, unde este înmormântat Francisco Pizarro

Lima, ca punct de intrare în țară, a dezvoltat o importantă ofertă turistică, din care se remarcă centrul istoric, centrele arheologice, viața de noapte, muzeele orașului, precum și numeroase sărbători și tradiții populare. La a patra conferință de gastronomie, la nivel înalt, de la Madrid, Fusión 2006, orașul Lima a fost declarat Capitală gastronomică a Americii Latine.
Lima are o industrie de turism dezvoltat, caracterizat prin centrul său istoric, situri arheologice, viata de noapte, muzee, galerii de artă, festivaluri și tradiții. Lima este acasa, la restaurante și baruri care servesc preparate din bucătăria locală și internațională.

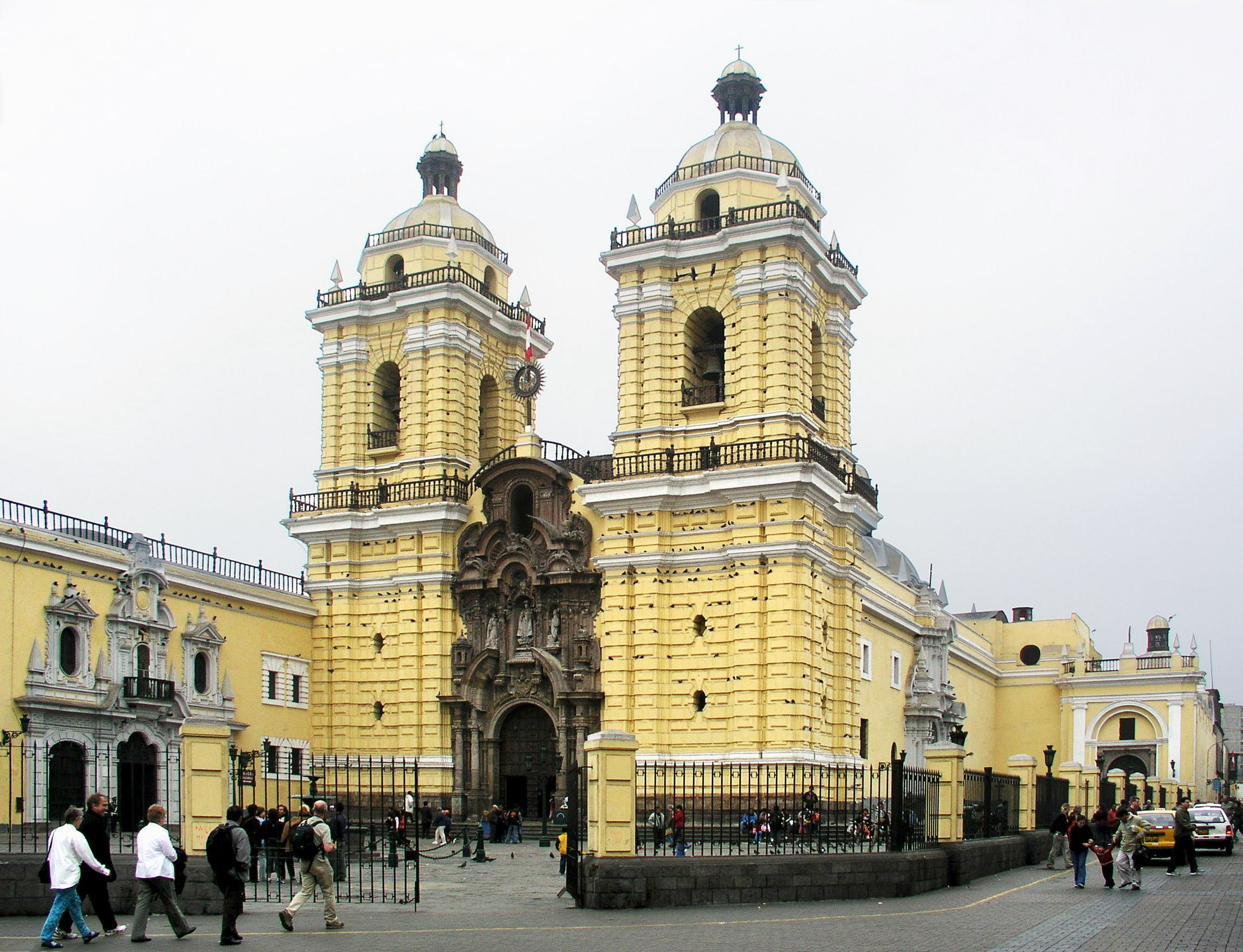
Biserica San Francisco

Centrul istoric, alcătuit din districtele Lima si Rímac, a fost declarat Patrimoniu Mondial de către UNESCO în 1988. Unele exemple ale arhitecturii coloniale includ Mănăstirea San Francisco, Plaza Mayor, Catedrala, Mănăstirea Santo Domingo și Palatul Torre Tagle.
Un tur al bisericilor din oraș este un circuit popular. O excursie prin vizite districtul central de biserici datând din secolele 16 și 17, dintre care cele mai importante sunt Catedrala Sfântul Ioan și Mănăstirea San Francisco, conectate prin catacombe subterane. Ambele conțin picturi, tigla Sevilian și mobilier din lemn sculptat.
De asemenea, este de remarcat Sanctuarul Las Nazarenas, punctul de origine pentru Domnul Miracolelor, a căror festivități în luna octombrie constituie cel mai important eveniment religios al orașului. Anumite secțiuni ale pereților rămân și sunt frecventate de turisti. Au fost construite aceste exemple de fortificații medievale spaniole pentru a apăra orașul de atacurile piraților și jefuitori privați.

## Personalități născute aici
- José Bernardo Alcedo (1788 - 1878), compozitor;
- Albert Lynch (1851 - 1912), pictor;
- José Santos Chocano (1875 - 1934), poet;
- Javier Pérez de Cuéllar (1920 - 2020), fost secretar al ONU;
- Enrique Carreras (1925 - 1995), regizor, scenarist, producător de filme;
- Alfredo Bryce (n. 1939), scriitor;
- Isabel Allende (n. 1942), scriitoare;
- Ronald Gamarra (n. 1958), avocat;
- Christian Meier (n. 1970), cântăreț;
- Salvador del Solar (n. 1970), avocat, actor;
- Roberto Palacios (n. 1972), fotbalist;
- Luis Alberto Hernández (n. 1981), fotbalist;
- Juan Manuel Vargas (n. 1983), fotbalist;
- José Paolo Guerrero (n. 1984), fotbalist;
- Juan Pablo Varillas (n. 1995), tenismen.

## Note

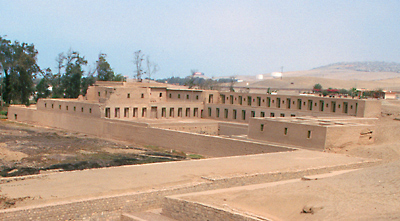
Centrul arheologic Pachacámac.